# Changzhi
Changzhi (ou Changzi) (chinois simplifié : 长治 ; chinois traditionnel : 長治 ; pinyin : Chángzhì) est une ville-préfecture du sud-est la province du Shanxi, située en Chine, au sud du centre de la Mongolie-Intérieure, entre la ville de Huozhou dans le Shanxi et la ville de Hebi dans le Henan. Sa population est d'environ un demi-million d'habitants.

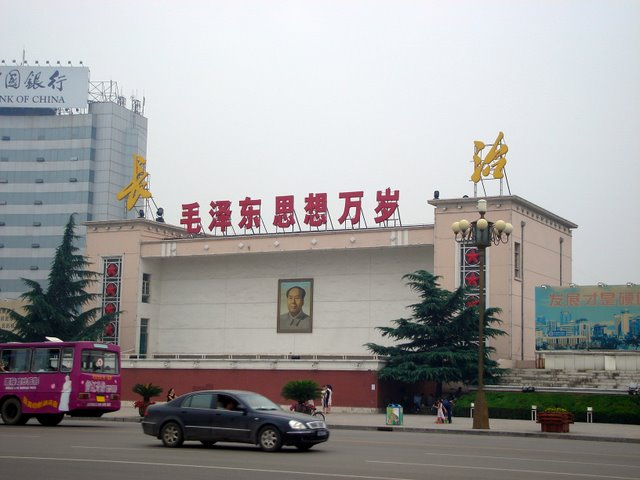
Côté nord de la place Changzhi Bayi-2007

## Jumelages
- Briey (Meurthe-et-Moselle)
- Derby (Royaume-Uni)

## Histoire
Une ville ancienne était déjà établie là lors de la dernière dynastie Shang (Yin) (1600? - 1050?). Elle se nommait Luan avant 1912.

## Économie
C'est une ville industrielle (métallurgie, aciérie et machines-outils) et un centre pour le transport. Des mines de charbon, de fer, d'or et d'amiante sont exploitées à proximité.
Changzhi possède un aéroport (code AITA : CIH).

## Subdivisions administratives
La ville-préfecture de Changzhi exerce sa juridiction sur treize subdivisions - 4 districts, strict et 8 xian  :
- le district de Luzhou- 潞州区 Luzhou Qū ;
- le district de Lucheng - 潞城区 Lùchéng Shì ;
- le district de Shangdang - 上党区 Shangdang Qu ;
- le district de Tunliu - 屯留区 Túnliú Qū  ;
- le xian de Xiangyuan - 襄垣县 Xiāngyuán Xiàn ;
- le xian de Pingshun - 平顺县 Píngshùn Xiàn ;
- le xian de Licheng - 黎城县 Líchéng Xiàn ;
- le xian de Huguan - 壶关县 Húguān Xiàn ;
- le xian de Zhangzi - 长子县 Zhǎngzǐ Xiàn ;
- le xian de Wuxiang - 武乡县 Wǔxiāng Xiàn ;
- le xian de Qin - 沁县 Qìn Xiàn ;
- le xian de Qinyuan - 沁源县 Qìnyuán Xiàn[2].